# Elatostema brevipedunculatum
Elatostema brevipedunculatum är en nässelväxtart som beskrevs av Wen Tsai Wang. Elatostema brevipedunculatum ingår i släktet Elatostema och familjen nässelväxter. Inga underarter finns listade i Catalogue of Life.